# Friedefeld (Fernsehserie)
Friedefeld ist eine Erwachsenen-Animationsserie von Alfonso Maestro und T. Orion Brehmer, die 2024 in der ARD Mediathek Premiere hatte. Als „erste deutsche Animated Sitcom“ beworben, erzählt sie die Geschichte der „halben Drillinge“ Paul, Barbie und Ludwig und ihre Abenteuer in der titelgebenden fiktionalen Stadt. Für die DAfFNE-Auszeichnung 2024/2025 wurde die Serie von der Deutschen Akademie für Fernsehen in der Kategorie „VFX/Animation“ nominiert.

## Handlung
Die Protagonisten Paul Jakobs, Barbie Schmidt und Ludwig Auster sind durch Vater Gerds „unfreiwillig-perfekt getimte Verhütungspannen“ untrennbar verbunden. Von drei verschiedenen Frauen am selben Tag geboren, kommen sie als „halbe Drillinge“ zur Welt. In der ersten Staffel wird die Figur des Vaters Gerd Jakobs vorgestellt, wobei die drei Mütter noch einen blinden Punkt in der Geschichte darstellen. Anhand dieses Figurenkonstrukts ergründet die Serie das komische sowie traumatische Potenzial von Familie und Filiation. Laut den beiden Schöpfern ist die Konstruiertheit der Familienstruktur gleichermaßen ein ironischer Kommentar zur Artifizialität von Sitcom-Konzepten mit "unglaubwürdig zusammengewürfelten Existenzen", die sich "gegenseitig aushalten müssen". Ihre Idee zu den halben Drillingen bezeichnete Brehmer als "abgefahren und fun" und Maestro als "schlecht genug, um sich durchzusetzen."
Friedefeld vermischt horizontales Storytelling mit Elementen der Sitcom und Romcom sowie weiteren Genres wie z. B. Road Trip und Dystopie. Es persifliert dabei eine Reihe gesellschaftsrelevanter Themen wie Klimakrise, Kapitalismus und Popkultur. Dies spiegelt sich unter anderem in einer parodistischen Markenwelt wider, etwa dem Videoportal StupeTube, der Datingapp HRNY oder dem Streamingdienst QuikFix. Ein wiederkehrender Akteur ist der von CEO Barbie geleitete Automobilkonzern GIESEL. Hauptschauplatz der Handlung ist die fiktive titelgebende Stadt, laut Schöpfern „ein sehr realer Ort irgendwo in Hochniederostwest-Deutschland.“

## Geschichte

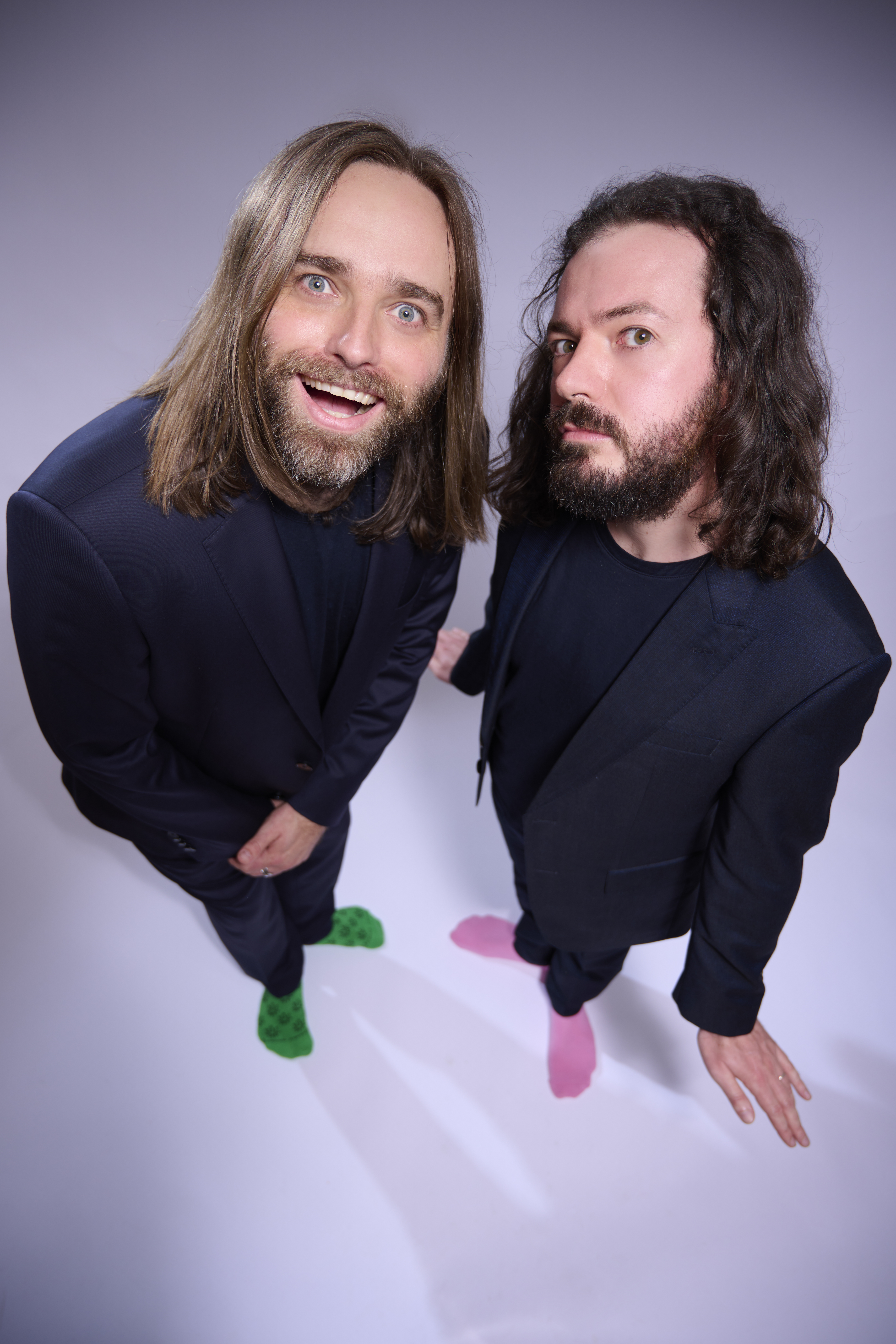
Maestro (rechts) und Brehmer, 2024

Maestro und Brehmer lernten sich Anfang der 2000er in Rostock kennen, wo sie ihre gemeinsame Liebe für Shows wie die Simpsons entdeckten. Mitte der 2010er trafen sie sich in Berlin wieder und beschlossen ohne Vorkenntnisse, Kontakte im Showgeschäft oder finanzielle Mittel eine eigene Animationsserie rauszubringen. Sie begannen an Friedefeld zu schreiben, wobei Maestro auch die Figuren zeichnete. Es gelang ihnen jedoch nicht, die nötige Aufmerksamkeit zu erregen. Daraufhin produzierten sie einen handgemachten Kurzfilm, mit Hilfe dessen sie Produzenten Ali Samadi Ahadi und Frank Geiger kennenlernten. Mit Entwicklungsförderung von der Film- und Medienstiftung NRW begann ein langjähriger Pitching-Prozess. Diesen beschrieben die Schöpfer als „Mischung aus Sisyphos-Arbeit und Warten auf Godot.“ Ihr Ziel war es, eine Serie zu machen, die sich einer Breite an Themen annehmen könne: „Friedefeld widmet sich den tiefgründigen existenziellen Fragen unserer Zeit: Welche Sneaker ziehe ich an? Wo ist der WLAN-Schlüssel? Es geht aber auch um Banalitäten wie Moral, Klimawandel, den Weltuntergang.“ Beim BR und SWR fand die Idee schließlich Anklang. Es folgte ein Staffelauftrag über 10 Episoden für die ARD Mediathek.

## Episodenliste

### Staffel 1
| Nr. | Originaltitel          | Erstausstrahlung | Regie                              | Drehbuch                           |
| --- | ---------------------- | ---------------- | ---------------------------------- | ---------------------------------- |
| 1   | Alles auf E            | 22. März 2024    | Alfonso Maestro & T. Orion Brehmer | Alfonso Maestro & T. Orion Brehmer |
| 2   | Der magische Stock     | 22. März 2024    | Alfonso Maestro & T. Orion Brehmer | Alfonso Maestro & T. Orion Brehmer |
| 3   | Laufen und Rauchen     | 22. März 2024    | Alfonso Maestro & T. Orion Brehmer | Alfonso Maestro & T. Orion Brehmer |
| 4   | Drei auf dem Jakobsweg | 22. März 2024    | Alfonso Maestro & T. Orion Brehmer | Alfonso Maestro & T. Orion Brehmer |
| 5   | Der Fluch der Ex       | 22. März 2024    | Alfonso Maestro & T. Orion Brehmer | Alfonso Maestro & T. Orion Brehmer |
| 6   | Friedefexit            | 22. März 2024    | Alfonso Maestro & T. Orion Brehmer | Alfonso Maestro & T. Orion Brehmer |
| 7   | Der Zwicker            | 22. März 2024    | Alfonso Maestro & T. Orion Brehmer | Alfonso Maestro & T. Orion Brehmer |
| 8   | Die Weihnachts-Episode | 22. März 2024    | Alfonso Maestro & T. Orion Brehmer | Alfonso Maestro & T. Orion Brehmer |
| 9   | Love is War            | 22. März 2024    | Alfonso Maestro & T. Orion Brehmer | Alfonso Maestro & T. Orion Brehmer |
| 10  | Die Weltreise          | 22. März 2024    | Alfonso Maestro & T. Orion Brehmer | Alfonso Maestro & T. Orion Brehmer |

## Rezeption
Zum Serienstart wurde Friedefeld vom Stern für seinen „smarten Humor und überaus aktuelle Themen“ als „hochunterhaltsam“ gelobt. Die Serie kopiere zu keinem Zeitpunkt lediglich plump die legendären Vorgänger aus Übersee und beweise, dass die US-Unterhaltungsindustrie kein Monopol auf smarte, animierte Unterhaltung für Erwachsene im Stil von Family Guy, American Dad, South Park oder – in neuerer Ausprägung – Rick and Morty und BoJack Horseman besitze.
Frank Jürgens von der NOZ zeigte sich „auf ganzer Linie“ überzeugt von „Witz, Tempo und Zeitgeist“ und bezeichnete Friedefeld als „glänzendes Beispiel dafür, was in Deutschland möglich ist, wenn man die Kreativen nur machen lässt.“
Das Branchenportal Serienjunkies.de hob hervor, „wie schlau die Serie geschrieben“ sei: „Der Humor scheint hier recht locker; nicht jeder Gag wird mit einer Punchline reingehauen, manchmal geschieht das Ganze entspannt und en passant. Auch fühlt sich Friedefeld eindeutig deutsch an, wobei jedoch das Deutschland der Gegenwart abgebildet wird – nicht etwa die „Hausmeister Krause“-haftige Spießigkeit der 90er, sondern die Post-Corona-Gesellschaft mit antigrünen Grabenkämpfen und Technologieschüben aus Übersee.“
Die Aachener Zeitung bewertete die Serie äußerst positiv und bezeichnete den Humor als „frech“, „herrlich schräg“ und „ohne erhobenen Zeigefinger“. In der Freien Presse attestierte Maurice Querner der Serie „trotz der sichtbaren US-amerikanischen Vorbilder eine ganz eigene Tonalität“, die zwar „laut und politisch unkorrekt“ sei, dabei aber „auf allzu knallig-plakative Gags weitgehend“ verzichte.
Das Magazin Kulturnews warf der Serie vor, insgesamt nicht „radikal genug“ zu sein, wies aber darauf hin, dass „vieles richtig“ gemacht worden sei. So sei etwa „die Gratwanderung zwischen völlig wahnsinnigem Humor und den ganz großen Fragen“ in Friedefeld „ziemlich gut“ gelungen.
DWDL-Kritiker Jan Freitag beurteilte die „betont krakelige Kombination aus Dadaismus, Satire und Anarchie“ als positiv. Die Serie übersteuere „den Irrsinn der Normalität“, sodass sie „mit jedem Pixel- oder Pinselstrich surrealer“ werde „und dadurch noch wahrhaftiger.“ Negativ äußerte er sich über Witze „gegen linksoben“, d. h. „woke, vegane, queere, bildungsaffine, achtsame Gutmenschen“. Die Süddeutsche Zeitung kritisierte ebenfalls den Humor auf Kosten „verlogener Weltverbesserei“ als „Kulturkampf gegen Kulturkampf“ und bezeichnete zudem die Witze gegen die ungebildete Rechte als Karikatur der Verachtung.
Die FAZ hob die „mit Liebe zum Detail“ gemachten Zeichnungen sowie den Stadtkosmos als positiv hervor, kritisierte dagegen Inhalt und Handlung als „billige Groteske“ und „platte Satire“, die „35 Jahre zu spät“ komme.
Im größeren Zusammenhang der deutschen Fernsehlandschaft wurde Friedefeld zum Serienstart von DWDL als Beispiel für die Ambition und Innovation der „neuen Serienwelt“ der ARD angeführt.